# Campeonato Italiano de Tchoukball
El Campeonato Italiano de Tchoukball es una competición deportiva italiana de tchoukball nacida en 2007. Hasta 2010 el campeonato se disputó en formato de todos contra todos, generalmente con partidos de ida y vuelta y una última jornada de playoffs que involucraba a todos los equipos, desde la asignación del campeonato hasta las finales intermedias que determinaban todas las posiciones. Desde la temporada 2010/2011, al aumentar el número de equipos, las ligas italianas se han dividido en Serie A y Serie B, con la primera división abierta sólo a los diez mejores equipos de Italia, mientras que los demás quedaron asignados a la división inferior, que se jugó de forma local con la creación de tres grupos geográficos: Oeste (Piamonte) con cinco equipos, Centro (Lombardía) con siete equipos y Este (Emilia Romagna, Véneto, Toscana) con seis equipos.
A partir de la temporada 2010/2011, la división de los campeonatos se ha mantenido sin cambios entre Serie A y Serie B, con algunos cambios, a lo largo de los años, dependiendo de los equipos participantes. En particular, se han realizado cambios en los grupos territoriales de la Serie B, ya que el deporte está volviéndose cada vez más popular en el centro de Italia.
Actualmente (2025) en Italia hay un campeonato de Serie A, un campeonato de Serie B en dos  grupos distintos (Grupo Norte y Grupo Centro-Este) y un campeonato M15.
Desde la temporada 2006/2007, los dos primeros equipos accedieron automáticamente a la Copa de Europa de Campeones (EWC), la máxima competición europea de clubes, que vio al Saronno Castor ganar durante tres años consecutivos (de 2010 a 2012), antes de tceder el cetro a los austriacos del RT Traiskirchen.
En el campeonato italiano, como en la mayoría de los europeos, existe el requisito de juego mixto, por el que cada equipo debe presentar en cancha y en todo momento al menos un jugador de cada sexo.

## Palmarés
| Temporada | Campeón             | Segundo clasificadoo    | Tercer clasificado      |
| 2006-2007 | Saronno Castor      | Saronno Pollux          | Limbiate Crazy Frogs    |
| 2007-2008 | Saronno Castor (2)  | Limbiate Crazy Frogs    | Saronno Pollux          |
| 2008-2009 | Saronno Castor (3)  | Ferrara Allnuts         | Rovello Sgavisc         |
| 2009-2010 | Saronno Castor (4)  | Ferrara Allnuts         | Asti Atomik Tchoukball  |
| 2010-2011 | Ferrara Allnuts     | Saronno Castor          | Rovello Sgavisc         |
| 2011-2012 | Saronno Castor (5)  | Rovello Sgavisc         | Asti Atomik             |
| 2012-2013 | Saronno Castor (6)  | Rovello Sgavisc         | Los Cornetteros Ferrara |
| 2013-2014 | Rovello Sgavisc     | Los Cornetteros Ferrara | Saronno Castor          |
| 2014-2015 | Saronno Castor (7)  | Los Cornetteros Ferrara | Rovello Sgavisc         |
| 2015-2016 | Rovello Sgavisc (2) | Saronno Castor          | Lendinara Celtics       |
| 2016-2017 | Ferrara Bulls (2)   | Rovello Sgavisc         | Saronno Castor          |
| 2017-2018 | Ferrara Bulls (3)   | Saronno Castor          | Rovello Sgavisc         |
| 2018-2019 | Rovello Sgavisc (3) | Saronno Castor          | Ferrara Bulls           |
| 2019-2020 | No disputado        | No disputado            | No disputado            |
| 2020-2021 | No disputado        | No disputado            | No disputado            |
| 2021-2022 | Rovello Sgavisc (4) | Ferrara Bulls           | Saronno Castor          |
| 2022-2023 | Rovello Sgavisc (5) | Ferrara Bels            | Saronno Castor          |
| 2023-2024 | Rovello Sgavisc (6) | Ferrara Monkeys         | Saronno Castor          |
| 2024-2025 | Rovello Sgavisc (7) | Ferrara Monkeys         | Saronno Castor          |